# Paže

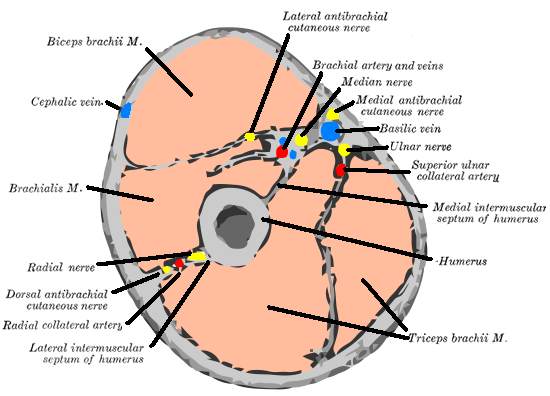
Transverzální řez středem paže.(Pohled z proximálního postavení,
mediální strana vpravo)

Paže (lat.: brachium) je v lidské anatomické terminologii největší a nejdelší úsek horní končetiny mezi ramenem a loktem. Tvoří ji jediná dlouhá pažní kost (humerus), která proximálně (směrem k tělu) komunikuje kloubní hlavicí s lopatkou v ramenním kloubu (articulatio humeri) a distálně ve složeném loketním kloubu (a. cubiti) s kostí vřetenní a loketní. Zde přechází v předloktí (antebrachium).

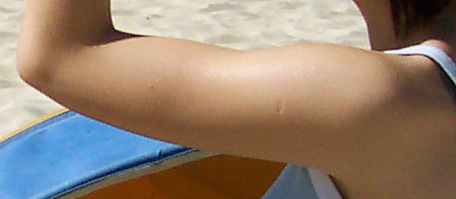
Lidská paže

V běžném jazyce se, stejně jako v původním latinském výrazu bracchium, jako paže označuje celá horní končetina člověka nebo její horní část od předloktí po rameno nebo, v přeneseném významu, manipulátory robotů a přední končetiny živočichů podobných člověku.

## Svalstvo
- Přední skupinu pažního svalstva tvoří flexory:
  - dvojhlavý sval pažní (musculus biceps brachii)
  - hluboký sval pažní (musculus brachialis)
  - hákový sval (musculus coracobrachialis)

- Zadní skupinu pažního svalstva tvoří extenzor:
  - trojhlavý sval pažní (musculus triceps brachii)

- Další
  - deltový sval (musculus deltoideus), začíná na klíční kosti a lopatce (akromionu a spině) a upíná se na pažní kost.
  - musculus brachioradialis, na zevním (laterálním) suprakondylu pažní kosti a upíná se na kosti vřetenní.

## Probíhající struktury
Paží (topograficky: regio brachialis) probíhají tyto struktury:
- Kost
  - pažní kost (humerus)
- Svaly
  - viz oddíl Svalstvo
- Nervy
  - nervus musculucutaneus inervující pažní flexory. Senzitivní složka končí jako přední kožní nerv předloktí (nervus cutaneus antebrachii lateralis) s inervací zevní plochy předloktí.
  - nervus radialis (vřetenní nerv) inervuje motoricky trojhlavý sval pažní a senzitivně kůži na zadní straně paže.
  - nervus medianus
  - nervus ulnaris (loketní nerv)
  - nervus axilaris, motorická část inervuje malý oblý sval a deltový sval, senzitivní pak kůži ramene.
- Tepny
  - arteria axilaris dává větve:
    - arteria circumflexa humeri anterior, která se obtáčí pod hlavicí pažní kosti
    - arteria subscapularis

  - arteria brachialis (pažní tepna), která je pokračující axilární tepnou a dále se dělí na vřetenní (arteria radialis) a loketní tepnu (arteria ulnaris).
    - arteria profunda brachii (hluboká pažní tepna) je větví pažní tepny, která začíná pod dolním okrajem musculus teres major.
    - arteria collateralis ulnaris superior et inferior, tenké větve pažní tepny jdou kolem ramenního kloubu.
- Žíly
  - viz žíly horní končetiny

### Topografie
- - foramen quadrilaterum, (součást axilla|axilly) obsahem je pažní nerv (n. axilaris) a žíla (vena circumflexa humeri posterior), jeho ohraničení:
    - musculus teres major
    - musculus teres minor
    - dlouhá hlava trojhlavého svalu pažního (caput longum musculi tricipitis brachii)
    - pažní kost (humerus)